# Table des caractères Unicode/U10100
Cette page contient des caractères spéciaux ou non latins. S’ils s’affichent mal (▯, ?, etc.), consultez la page d’aide Unicode.
Table des caractères Unicode U+10100 à U+1013F.

## Grec – nombres égéens(Unicode 4.0)
Caractères utilisés pour l’écriture antique des nombres égéens : signes de ponctuation et symbole (trait et point séparateurs, coche), nombres (bâtonnets verticaux pour les unités de un à neuf, bâtonnets horizontaux pour les dizaines, anneaux pour les centaines, anneaux étoilés pour les milliers, anneaux étoilés barrés pour les dizaines de milliers), unité de poids de base (balance), sous-unités de poids, sous-unités de mesure (solide ou liquide).

### Table des caractères
| en fr   | 0 | 1 | 2 | 3 | 4 | 5 | 6 | 7 | 8 | 9 | A | B | C | D | E | F |
| ------- | - | - | - | - | - | - | - | - | - | - | - | - | - | - | - | - |
| U+10100 | 𐄀 | 𐄁 | 𐄂 |   |   |   |   | 𐄇 | 𐄈 | 𐄉 | 𐄊 | 𐄋 | 𐄌 | 𐄍 | 𐄎 | 𐄏 |
| U+10110 | 𐄐 | 𐄑 | 𐄒 | 𐄓 | 𐄔 | 𐄕 | 𐄖 | 𐄗 | 𐄘 | 𐄙 | 𐄚 | 𐄛 | 𐄜 | 𐄝 | 𐄞 | 𐄟 |
| U+10120 | 𐄠 | 𐄡 | 𐄢 | 𐄣 | 𐄤 | 𐄥 | 𐄦 | 𐄧 | 𐄨 | 𐄩 | 𐄪 | 𐄫 | 𐄬 | 𐄭 | 𐄮 | 𐄯 |
| U+10130 | 𐄰 | 𐄱 | 𐄲 | 𐄳 |   |   |   | 𐄷 | 𐄸 | 𐄹 | 𐄺 | 𐄻 | 𐄼 | 𐄽 | 𐄾 | 𐄿 |